# Stefania Woytowicz
Stefania Woytowicz (8 de outubro de 1925, na Ucrânia - 31 de agosto de 2005, em Varsóvia) foi uma das mais eminentes sopranos polacas.
Aluna da Escola de Música de Cracóvia, onde estudou canto no Stanisława Zawadzka. Em 1950 venceu o prémio no concurso Bach, em Poznan. No início da sua carreira venceu ainda em Leipzig em 1951 e no concurso da Primavera de Praga em 1954. Cantando em quase todos os países europeus, assim como em nos Estados Unidos, Austrália, Nova Zelândia e Extremo Oriente, participou em todos os grandes festivais europeus. Seu rico repertório de canções incluía canções e árias a solo, música de câmara e cantatas. Foi a primeira cantora a gravar a Sinfonia n.º 3 de Henryk Górecki. Nos anos de 1977 a 1992 foi presidente da Sociedade Musical de Varsóvia.
Seu irmão foi o compositor Bolesław Woytowicz.